# Ирани, Хани
Хани Ирани (хинди हनी ईरानी; род. 25 августа 1955, Бомбей) — индийская киноактриса и сценарист, двукратная лауреатка Filmfare Award за лучший сюжет (1992, 2001).

## Биография
Родилась 25 августа 1955 года в Бомбее и была младшей из пяти детей; её старшая сестра Дэйзи Ирани, также является актрисой.
Начала сниматься в кино в детстве, дебютировав в фильме «Старшая сестра» (1959) в возрасте 4 лет. Затем для юной актрисы последовали работы в ряде других фильмах, среди которых были «Собственный ребёнок» (1959), «Qaidi No. 911» (1959), «Чистый душой» (1960).
В возрасте 16 лет сыграла роль Шейлы в фильме «Зита и Гита», который принёс её наибольшую известность.
В последующие годы была автором сценариев многих фильмов, среди которых были «Мгновения любви» (1991), «Любовный треугольник» (1993), «Жизнь под страхом» (1993), «Когда влюбляешься» (1998), «Скажи, что любишь!» (2000), «Легкомысленная девчонка» (2000), «Ты не одинок» (2003), «Крриш» (2003) и «Крриш 3» (2013).
В 2003 году вышел фильм «Надежда», над которым она работала в качестве режиссёра.

## Семья
В марте 1972 года вышла замуж за поэта и сценариста Джаведа Ахтара (род. 1945), в браке с которым прожила до 1985 года. У супругов было двое детей-близнецов: Зоя и Фархан (род. 1974), которые связали жизнь с кинематографом, став режиссёрами.

## Награды
Была дважды удостоена награды Filmfare Award за лучший сюжет за фильмы «Мгновения любви» (1992) и «Легкомысленная девчонка» (2001), а также Filmfare Award за лучший сценарий за фильм «Скажи, что любишь!» (2001).